# 둥둥
둥둥(중국어 간체자: 董栋, 정체자: 董棟, 병음: Dǒng Dòng, 한자음: 동동, 1989년 4월 13일~)은 중화인민공화국의 체조 선수로 주 종목은 트램펄린이다. 올림픽 남자 체조 트램펄린 종목에서 4회 연속으로 메달을 획득했으며 2008년 하계 올림픽에서 동메달, 2012년 하계 올림픽에서 금메달, 2016년과 2020년 하계 올림픽에서 은메달을 획득했다.